# Wilhelm Hellweg
Wilhelm Hellweg (Oerlinghausen, 26 oktober 1939 – Baarn, 27 december 2024) was een Duits-Nederlandse musicus, producer, klankregisseur en opnameleider die werkte voor Philips. Zijn carrière omvatte een breed scala aan activiteiten binnen de muziekwereld, waaronder opnames, productie en uitvoeringen.

## Biografie
Hij werd geboren in Oerlinghausen in Duitsland. Zijn ouders waren bakkers. Op advies van zijn pianoleraar werd hij pianist. In de jaren zestig verhuisde hij naar Nederland. Hij begon zijn loopbaan bij het platenlabel Philips als technicus. Hij groeide uit tot een gerenommeerd opnameleider.
Als producer werkte Hellweg onder meer samen met de dirigenten, componisten en musici: Edo de Waart, Jeffrey Tate, John Eliot Gardiner, Neville Marriner, Colin Davis, André Previn, Elly Ameling, John Adams, Mitsuko Uchida, Zoltán Kocsis, Nikolai Lugansky, Mari Kodama, Martha Argerich, Seiji Ozawa, Claudio Abbado, Rudolf Jansen, Julian Lloyd Webber, Alfred Brendel, Claudio Arrau, Jessye Norman en Pepe Romero. Onder het pseudoniem Philip Waldway maakte hij opnames voor het label Nonesuch Records. Een van zijn bekende bijdragen was een reeks opnames met de componist Henryk Górecki.
Hij was ook actief als uitvoerend musicus. Zo speelde hij fortepiano op de opname 2 Sonatas / Sonate Op. 68 van Ferdinando Carulli en Grande Sonate Brillante Op. 102 van Anton Diabelli, samen met gitarist Pepe Romero, uitgebracht door Philips in 1983 (410 396-1). Daarnaast begeleidde hij de violiste Lola Bobescu op piano bij de opnames Kreisleriana On Violin (1984) en Bobescu Plays Kreisler Vol. 2 (1986).
In 1987 gaf Hellweg een interview aan Jan Kool, waarin hij sprak over audiotechniek en zijn vakgebied. Een kort fragment van een interview met Hellweg, afgenomen op 24 maart 2003 door Irv Joel voor de Audio Engineering Society, is beschikbaar op YouTube.

## Prijzen
Hellweg werd vijf maal voor een Grammy Award genomineerd die hij eenmaal, in 2004, won.
- 31st Annual Grammy Awards nomination, best opera recording: John Adams, Nixon in China
- 32st Annual Grammy Awards nomination, best opera recording: Richard Strauss, Elektra album
- 37st Annual Grammy Awards nomination, classical producer of the year
- 44th Annual Grammy Awards nomination, Schoenberg: Piano Concerto, Etc./Berg: Sonata, Op. 1/Webern: Variations, Op. 27
- 46th Annual Grammy Awards nomination, wins Best Spoken World Album For Children Award voor Prokofiev, Peter And The Wolf met Bill Clinton, Mikhail Gorbachev en Sophia Loren als vertellers.

- Gemeinsame Normdatei: 134402618
- International Standard Name Identifier: 0000 0004 0883 3672
- Virtual International Authority File: 301757362